# Ulrico Hoepli
Ulrico Hoepli   (Tuttwil, 18 de febrer de 1847 - Milà, 24 de gener de 1935) italianització de Johannes Ulrich Höpli, fou un editor i filantrop suís naturalitzat italià.
Johannes Ulrich Höpli va néixer al si d'una família pagerola en el petit llogaret de Tuttwil (des de 1969 pedania de Wängi), al cantó de Turgòvia, a Suïssa. Als 14 anys, va anar a treballar a Zúric d'aprenent la libreria Schabelitz; es va traslladar successivament a Alemanya (Leipzig i Breslau), d'on va transferir la pròpia activitat a Trieste. Al Caire, a Egipte, va rebre l'encàrrec del kediv d'Egipte de sistematitzar un fons bibliotecari. L'any 1870 va adquirir per correspondència la petita llibreria de Theodor Laengner a Milà, a l'antiga galeria De Cristoforis, prop del Duomo, i es va transferir a la capital llombarda.
La llibreria va esdevenir ràpidament un punt de trobada de la burgesia culta milanesa, que hi podia trobar ja sigui llibres preciosos de vell o textos especialitzats, en especial científics i tècnics, en les principals llengües europees de l'època.
Hoepli va morir a Milà, a casa seva, després de seixanta-un anys d'activitats editorial ininterrompuda. L'editorial que duu el seu nom continua activa.

## Activitat editorial
Es va relacionar amb els cercles de l'Institut Tècnic Superior (que esdevindria amb els anys el Politècnic de Milà) i a d'altres institucions científiques milaneses, com ara l'Observatori Astronòmic de Brera, el llibreter-editor va concebre una important operació cultural: posar remei a la relativa pobresa de l'edició científico-tècnica italiana, tot creant una col·lecció de textos àgils, destinats als operadors i gerents tècnics i industrials, el desenvolupament econòmic dels quals deixava entreveure una creixent necessitat d'aquest tipus de producte. La col·lecció dels manuals Hoepli va començar el 1875 amb el Manual del tintorer de Roberto Lepetit i el seu títol més famós fou el Manual de l'enginyer de Giuseppe Colombo, un dels protagonistes de la industrialització llombarda i lligat a Hoepli per una profunda amistat. En la col·lecció, que arribaria a contenir més de dos mil títols, els continguts tècnics eren centrals però no exclusius: al voltant d'aquests s'havia organitzat cada àmbit del saber, des de la història de la literatura bizantina a l'estudi de les malalties mentals.
A banda dels manuals l'editorial va publicar també obres de luxe, com ara la reproducció del Còdex Atlàntic de Leonardo da Vinci o la monumental Història de l'Art Italiana.

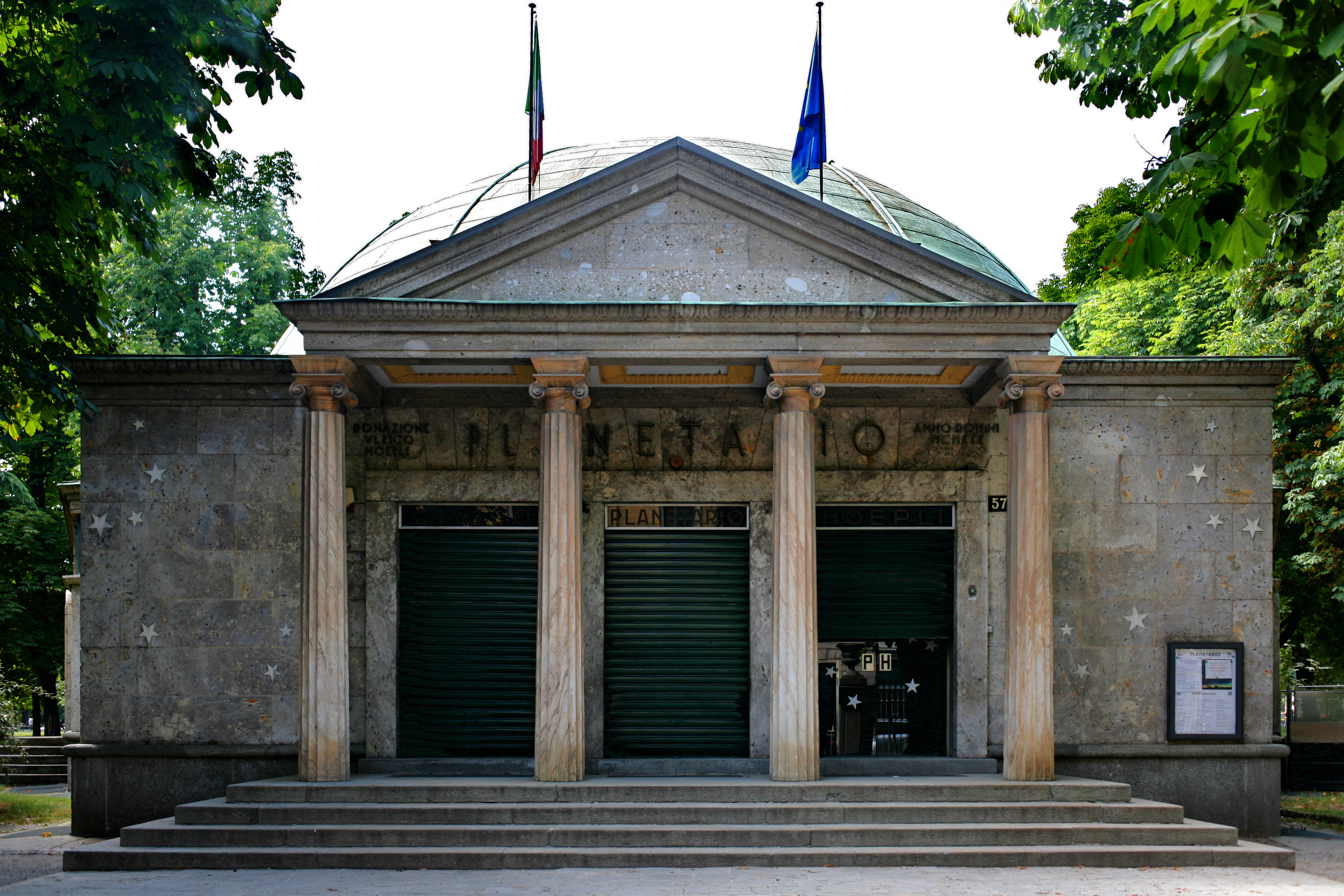
El planetari cívic de Milà "Ulrico Hoepli"

## Mecenatge
Ulrico Hoepli va contribuir al desenvolupament cultural, també mitjançant el mecenatge: en particular, el 1921 va fundar la "Biblioteca Popular Ulrico Hoepli" i el 1930 va fer donació, a la ciutat de Milà, del planetari que avui duu el seu nom. A Suïssa va crear la Fundació Ulrico Hoepli (Ulrico Hoepli Stiftung) la finalitat de la qual és donar suport a institucions i a iniciatives d'interès i utilitat pública que promoguin les ciències i les arts a Suïssa.